# C/1917 F1 Mellish
C/1917 F1 (Mellish) è una cometa non periodica: questa definizione deriva dal fatto che si è osservato finora un solo passaggio al perielio, in effetti la cometa è una cometa periodica con un periodo orbitale di 145 anni.